# Équipe cycliste MENtoRISE Teem CCN
L'équipe cycliste MENtoRISE Teem CCN est une équipe cycliste roumaine, ayant le statut d'équipe continentale depuis 2022.

## Classements UCI
L'équipe participe aux épreuves des circuits continentaux et en particulier de l'UCI Europe Tour. Les tableaux ci-dessous présentent les classements de l'équipe sur les différents circuits, ainsi que son meilleur coureur au classement individuel.
UCI Europe Tour
| UCI Europe Tour | UCI Europe Tour        | UCI Europe Tour                           | UCI Europe Tour |
| Année           | Classement par équipes | Meilleur coureur au classement individuel |                 |
| --------------- | ---------------------- | ----------------------------------------- | --------------- |
| 2022            | 76e                    | Adi-Narcis Marcu (694e)                   |                 |
| 2023            | 93e                    | -                                         |                 |
|                 |                        |                                           |                 |
| Source : UCI    |                        |                                           |                 |

L'équipe est également classée au Classement mondial UCI qui prend en compte toutes les épreuves UCI et concerne toutes les équipes UCI.
| Classement mondial | Classement mondial     | Classement mondial                        | Classement mondial |
| Année              | Classement par équipes | Meilleur coureur au classement individuel |                    |
| ------------------ | ---------------------- | ----------------------------------------- | ------------------ |
| 2022               | 126e                   | Adi-Narcis Marcu (950e)                   |                    |
| 2023               | 177e                   | Ioan Dobrin (2498e)                       |                    |
| 2024               | -                      | Mattew Denis Piciu (1484e)                |                    |
|                    |                        |                                           |                    |
| Source : UCI       |                        |                                           |                    |

## MENtoRISE Elite Team CFX en 2022[1]
| Cycliste                  | Date de naissance  | Nationalité | Équipe 2021 |  |
| ------------------------- | ------------------ | ----------- | ----------- |  |
| Andrei-dumitru Amariutei  | 1er septembre 1988 | Roumanie    |             |  |
| Leonard Barbu             | 5 avril 1996       | Roumanie    |             |  |
| Andrei Cojanu             | 2 septembre 1999   | Roumanie    |             |  |
| Bogdan Coman              | 22 mars 1991       | Roumanie    |             |  |
| Ioan Dobrin               | 29 mars 2002       | Roumanie    |             |  |
| Stefan Dragoiu            | 12 août 2003       | Roumanie    |             |  |
| Calin-Andrei Mihailescu   | 27 décembre 2002   | Roumanie    |             |  |
| Mattew-Denis Piciu        | 21 juin 2002       | Roumanie    |             |  |
| Lars Pria                 | 31 janvier 1983    | Roumanie    |             |  |
| Iustin-Ioan Văidian       | 5 janvier 2001     | Roumanie    |             |  |
| Stagiaire                 | Date de naissance  | Nationalité | Équipe 2022 |  |
| Adi Narcis Marcu          | 9 février 2001     | Roumanie    |             |  |
| Gerhard-Cristin Moldansky | 24 décembre 1999   | Roumanie    |             |  |